# Foresta di Terranova
La foresta di Terranova è un complesso forestale appartenente al demanio della regione Sardegna. 
Si estende in comune di Alà dei Sardi, nella zona settentrionale dell'Isola, su una superficie di 2159 ettari col rilievo più elevato di punta S'Appara, a 759 metri s.l.m.

Il complesso è contiguo alla foresta demaniale di Monte Olia, situata più a nord, e a quella di Sorilis posta a nord-est. Al suo interno è presente una base elicotteri del Corpo forestale e di vigilanza ambientale operante durante la campagna antincendi estiva.
La foresta è raggiungibile attraverso diverse vie d'accesso che si distaccano dalla strada statale nº 389 nel tratto che collega i centri abitati di Alà dei Sardi e Monti.